# 斯普納灣
67°36′S 46°15′E / 67.600°S 46.250°E
斯普納灣（英語：Spooner Bay）是南極洲的海灣，位於恩德比地，寬10公里，處於弗里斯灣以東12英里，該海灣根據澳大利亞研究隊在1956年拍攝的空中照片繪入地圖，現時由南極條約體系管理。
1. ↑  . data.aad.gov.au.   [2024-09-23]. （原始内容存档于2024-09-23）.